# Corinna Kuhnle
Corinna Kuhnle (Viena, 4 de julio de 1987) es una deportista austríaca que compite en piragüismo en la modalidad de eslalon.
Ganó cinco medallas en el Campeonato Mundial de Piragüismo en Eslalon entre los años 2005 y 2017, y once medallas en el Campeonato Europeo de Piragüismo en Eslalon entre los años 2005 y 2021.
Participó en dos Juegos Olímpicos de Verano, obteniendo el octavo lugar en Londres 2012 y el quinto en Río de Janeiro 2016, en la prueba de K1 individual.

## Palmarés internacional
| Campeonato Mundial | Campeonato Mundial          | Campeonato Mundial | Campeonato Mundial |
| Año                | Lugar                       | Medalla            | Competición        |
| ------------------ | --------------------------- | ------------------ | ------------------ |
| 2005               | Penrith (Australia)         | Medalla de bronce  | K1 por equipos     |
| 2010               | Liubliana (Eslovenia)       | Medalla de oro     | K1 individual      |
| 2011               | Bratislava (Eslovaquia)     | Medalla de oro     | K1 individual      |
| 2014               | Deep Creek (Estados Unidos) | Medalla de plata   | K1 por equipos     |
| 2017               | Pau (Francia)               | Medalla de plata   | K1 por equipos     |
| Campeonato Europeo |                             |                    |                    |
| Año                | Lugar                       | Medalla            | Competición        |
| 2005               | Tacen (Eslovenia)           | Medalla de bronce  | K1 por equipos     |
| 2010               | Bratislava (Eslovaquia)     | Medalla de plata   | K1 individual      |
| 2011               | Seo de Urgel (España)       | Medalla de plata   | K1 por equipos     |
| 2017               | Tacen (Eslovenia)           | Medalla de oro     | K1 individual      |
| 2018               | Praga (República Checa)     | Medalla de plata   | K1 individual      |
| 2018               | Praga (República Checa)     | Medalla de plata   | K1 por equipos     |
| 2019               | Pau (Francia)               | Medalla de bronce  | K1 por equipos     |
| 2020               | Praga (República Checa)     | Medalla de bronce  | K1 por equipos     |
| 2021               | Ivrea (Italia)              | Medalla de oro     | K1 individual      |
| 2021               | Ivrea (Italia)              | Medalla de plata   | K1 extremo         |
| 2021               | Ivrea (Italia)              | Medalla de plata   | K1 por equipos     |